# London Calling (Lied)
London Calling ist das Titellied des eine Woche später veröffentlichten gleichnamigen Musikalbums der Punkband The Clash. Es zählt zu den Meilensteinen der Rockmusik und Popkultur. Autoren des Stücks sind Sänger Joe Strummer und Gitarrist Mick Jones, Produzent war Guy Stevens. Der Liedtitel bezieht sich auf einen Satz, mit dem viele Sendungen des Radiosenders BBC World Service begannen und der so ins kulturelle Gedächtnis einging: „This is London calling.“
Die B-Seite der Single enthält eine Coverversion des Reggae-Liedes Armagideon Time von Willie Williams.

## Entstehung
Zu der Zeit der Albumaufnahmen fehlte The Clash ein Management, die Bandmitglieder versanken in Schulden und auch die Suche nach Tonstudio und Musikproduzenten gestaltete sich schwierig. Ganz Großbritannien ging es nicht besser: Rapide ansteigende Arbeitslosigkeit, kulturelle und rassistische Konflikte, Drogenprobleme. Der „lange Krieg“ der IRA und lange Streiks, die ein Jahr zuvor im Winter of Discontent und Neuwahlen (die Margaret Thatcher gewann) gegipfelt hatten, erschütterten das Vereinigte Königreich. Die kulturellen Spannungen entluden sich ein Jahr später in den Londoner Brixton-Unruhen von 1981. „Wir hatten das Gefühl, wir würden kämpfen; wir wären kurz davor einen Abhang hinunterzurutschen, in den wir unsere Fingernägel krallten. Und da war niemand, der uns helfen würde“, beschrieb Strummer diese Zeit.
Nachdem sie schließlich mit dem Wessex Studio ein Tonstudio und mit Guy Stevens einen Produzenten gefunden hatten, waren die Aufnahmen im August und November 1979 produktiv und nur wenige Wochen kurz.

## Inhalt
London Calling entwirft ein Endzeitszenario, als Resultat von realen und ausgedachten Katastrophen: Krieg, Hungersnot, Klimakollaps, Flut und einem Nuklearunfall, eingebettet in einen Refrain, dessen titelgebende Phrase „London Calling“ die Berichterstattung des BBC World Service referenziert. Strummer hatte BBC World Service als Teenager Mitte der 1960er Jahre kennengelernt, als er seinen Vater in Malawi besuchte und überrascht war, dort einen britischen Sender hören zu können.
Die nukleare Störung bezieht sich auf den Unfall vom 28. März 1979 des Kernkraftwerks Three Mile Island. Für Strummer und Jones soll dieser Vorfall Auslöser des apokalyptischen Themas gewesen sein. Der Musikzeitschrift Melody Maker sagte Strummer 1988: „Ich las pro Tag fast zehn Zeitungsberichte, die alle möglichen Plagen auf uns herab beschworen,“ und der Zeitschrift Uncut: „Es ging eine Menge Kalter Krieg-Blödsinn vor sich, und wir wussten, dass London anfällig für Fluten war. Sie (Strummers Verlobte Gaby Salter) schlug mir vor, darüber zu schreiben.“

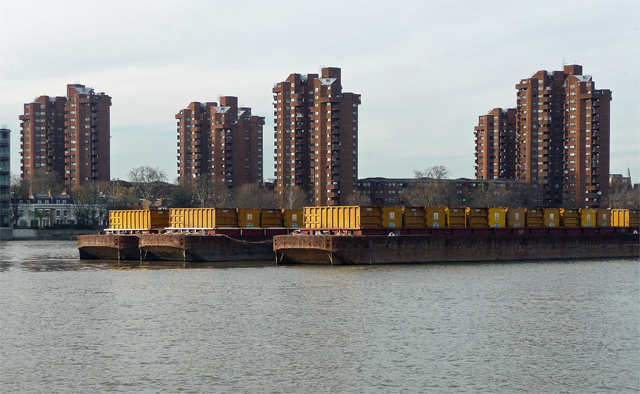
World’s End Estate und Themse

Die Zeile „London is drowning / And I live by the river“ basierte auf britischer Folklore: „Sie sagen, dass wenn die Themse überläuft, wir dann alle unter Wasser stehen,“ kommentierte Jones und fügte hinzu, Strummer wäre aber wohl nicht ertrunken: Der lebte zu der Zeit in einem Hochhauskomplex mit dem – zum Thema des Liedes passenden – Namen World End Estates an der Themse in Chelsea.
Im Lied sind weitere Gegenwartsbezüge enthalten, wie die Zeile “see we ain’t got no swing, except for the ring of that truncheon thing” (deutsch: „Schau, uns fehlt der Schwung, außer für den Klang der Schlagstöcke“), die sich auf die britische Polizei bezieht. Auch auf Musik und Subkultur wird Bezug genommen, zum einen hat „die verlogene Beatlemania ins Gras gebissen“ und wurde durch die Hochzeit des Punk abgelöst, zum anderen wird die im Entstehen begriffene Post-Punk-Generation ermahnt, „das Nachahmen zu vergessen und es allein zu schaffen.“

## Komposition
London Calling ist im Viervierteltakt komponiert, sein Tonales Zentrum ist e-Moll. Die genutzten Akkorde sind Em und G, die beiden Slash-Akkorde F/E und Em/G und zum Ende des Refrains hin D.
Kennzeichnend für das Lied sind die Staccato-artigen Akkordanschläge der Gitarren auf allen vier Zählzeiten, die als aufpeitschend und aggressiv beschrieben werden. Diese unisono geschlagenen Gitarren, der pochende Bass und das wie Gewehrschüsse knallende Schlagzeug klängen, als würde die Band in die Schlacht marschieren, schreibt die Zeitschrift Rolling Stone und empfindet die Atmosphäre als „besessen“ (“hell-bound”).
Allmusic nennt die Dynamik „hypnotisierend.“ Die Musik verzichte auf das übliche Schema von Strophe und Refrain zugunsten einer kreisenden Melodie, die eine Konzentration auf den Liedtext erlaube und mit einem faszinierenden, absteigenden Bassmotiv die oft wiederholte Titelphrase unterstütze. Trotz dieses Eindrucks gliedert sich das Lied tatsächlich sehr konventionell in Strophe, Refrain und Zwischenspiel.
Zu der Zeit der Entstehung von London Calling öffnete sich die Rockmusik neuen, fremden Themen und Formen, was in neuen Genres wie der New Wave und der New Romantic sichtbar wurde. Dass die Snaredrum auf den in der Rockmusik üblichen Backbeat verzichtet, erinnere an frühen Motown- und Stax-Soul. London Calling kreuze geschickt Hard Rock mit Reggae.

## Musikvideo

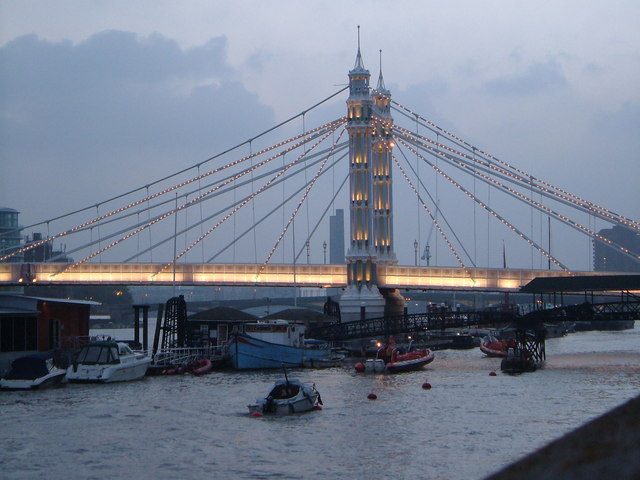
Cadogan Pier und Albert-Brücke

Das Musikvideo von Don Letts, einem Freund der Band, zu London Calling zeigt The Clash, wie sie nachts auf einem Lastkahn in der Themse im strömenden Regen das Lied spielen. Die Aufnahmen entstanden im Dezember 1979 am Cadogan Pier an der Albert Bridge.

## Rezeption
Von der Presse wurde das Lied wohlwollend besprochen und gilt heute als ein Meilenstein der Rockmusik. Es steht auf Platz 15 der 500 besten Songs aller Zeiten des Rolling Stone, und ist laut der Rock and Roll Hall of Fame eines der 500 Lieder, die Rock and Roll formten. Allmusic nennt London Calling ein kraftvolles Manifest für post-Punk Rock and Roll.
Trotz des düsteren Inhalts wird das Lied oft auf seinen Titel als Erkennungszeichen der Stadt London reduziert und so in verschiedenen medialen Angeboten verwendet, zum Beispiel bei den Olympischen Spielen 2012. Das Lied wurde außerdem in der Filmmusik verschiedener Film- und Fernsehproduktionen verwendet, unter anderem in einer Folge von Friends, in Billy Elliot – I Will Dance, James Bond 007 – Stirb an einem anderen Tag und Intimacy.
London Calling wurde mehrfach gecovert, unter anderem von Bob Dylan, The Business (Band) und Bruce Springsteen. Als musikalischen Kommentar auf den Ukraine-Krieg textete die ukrainische Punk-Band Beton den Song mit dem Titel Kyiv Calling um.

## Kommerzieller Erfolg

### Chartplatzierungen
Für The Clash war London Calling ein finanzieller Erfolg. In Großbritannien stieg die Single bis auf Platz 11 der Charts und nur die drei Jahre später erscheinende Single Should I Stay Or Should I Go erzielte höhere Verkaufszahlen.

### Auszeichnungen für Musikverkäufe
| Land/Region          | Auszeichnungen für Musikverkäufe (Land/Region, Auszeichnung, Verkäufe) | Verkäufe |
| -------------------- | ---------------------------------------------------------------------- | -------- |
| Kanada (MC)          | Platin                                                                 | 80.000   |
| Neuseeland (RMNZ)    | Platin                                                                 | 30.000   |
| Spanien (Promusicae) | Gold                                                                   | 30.000   |
| Insgesamt            | 1× Gold · 2× Platin ·                                                  | 140.000  |